# Золтан Дернеї
Золтан Дернеї (нар. 11 березня 1960 — пом. 10 червня 2022) — британський лінгвіст угорського походження. Він був професором психолінгвістики в Ноттінгемському університеті у Великій Британії. Він відомий своєю роботою у галузях засвоєння другої мови та психології тих, хто вивчає мову, зокрема щодо мотивації у вивченні другої мови, опублікувавши численні книги та статті на ці теми.

## Кар'єра

### Освіта
У 1985 році Дернеї здобув ступінь магістра мистецтв з англійської мови та літератури та мистецтвознавства в Будапештському університеті. Його дисертація називалася «Торгівля витворами мистецтва в Угорщині до 1945 року».
У 1989 році він здобув ступінь доктора філософії з психолінгвістики в Будапештському університеті, захистивши дисертацію на тему «Психолінгвістичні чинники у вивченні іноземної мови».
У 2003 році здобув ступінь доктора наук з лінгвістики в Угорській академії наук.
Між 2008 і 2010 роками він заочно вивчав теологію на бакалавраті в Коледжі Святого Джона, Ноттінгем.
У 2011 році здобув ступінь магістра теології та релігієзнавства на кафедрі теології Ноттінгемського університету. Назва дисертації «Преображення, краса і біблійна інтерпретація». У 2017 році він здобув ступінь доктора філософії з теології на факультеті теології та релігії Даремського університету. Назва дисертації — «Прогресивне творіння та боротьба людства в Біблії: Експеримент в канонічній інтерпретації оповіді».

### Викладання
У 1988 році він розпочав свою кар'єру в Школі англійських і американських студій факультету гуманітарних наук Будапештського університету. У 1998 році він переїхав до Великої Британії та після двох років навчання в Університеті Західного Лондона, він отримав посаду в школі англійської мови Ноттінгемського університету, де він був професором психолінгвістики.

## Дослідження

### Процес-орієнтована модель мотивації
Теорія мотивації Дернеї полягає в тому, що мотивація розвивається унікальним і динамічним способом, необхідним для досягнення успіху у сферах, де потрібне тривале навчання. Процес-орієнтована модель мотивації намагається пояснити теорію Дернеї через мотивацію учнів, зосередивши увагу на (а) підтримці мотивації та волі та (б) еволюції мотивації та флуктуації. Ця модель зміщує акцент з історичних припущень про попередню «мотивацію вибору» на вольові/виконавчі аспекти досягнення мети під час дії. Ця модель ґрунтується на припущенні, що люди несвідомо контролюють свою мотивацію та вносять корективи або роблять вибір, щоб підвищити або зменшити мотивацію на основі результатів своїх поточних цілей. Перший вимір поведінкового процесу вказує на мотиваційний вплив (бажання, надії та прагнення). Ці впливи вказують на відправну точку для мотиваційного процесу та безпосередньо пов'язані з фазою підготовки до дії. Попередня фаза — це дуже динамічний процес, у якому індивід циклічно перебирає бажання, надії та прагнення, щоб перейти до дії. Другий вимір поведінкового процесу вказує на те, що початкові мотиваційні впливи переросли в мету, яка зрештою приводить до наміру та дії. Фаза дії — це те, звідки надходить енергія для постійної мотивації, яка підтримуватиме поведінковий процес. Останнім виміром у фігурі мотиваційних впливів є фаза післядії. В межах цього етапу оцінюються та аналізуються мета та подальші кроки для коригування поведінки для досягнення цілей, або відмова від мети.

### Принциповий комунікативний підхід
Принциповий комунікативний підхід усуває розрив між попередніми методами навчання мови, як-от комунікативне навчання мови, та останніми дослідженнями. Використовуючи сучасні дослідження, ПКП намагається розширити комунікативний підхід, зосередившись на явному розвитку інших галузей знань і навичок, необхідних для ефективного спілкування, замість того, щоб зосереджуватися виключно на систематичних компонентах мов, на яких традиційно зосереджувалися викладачі мов. ПКП зосереджується на трьох основних сферах, включно з акцентом на форму та навчання, орієнтоване на форму, вільне володіння та автоматизацію, а також шаблонну мову. Кожен аспект має забезпечити змістовну комунікацію з відповідним і корисним введенням як лінгвістичних правил, так і лексичних термінів.
Сім ключових моментів для ПКП:
1. Принцип особистої значущості: матеріал необхідно зосереджувати на значенні, і його треба класифікувати як важливий для того, хто вивчає мову[10]. Наприклад студенти-мовники мають заповнити квитанцію на товар, який вони хотіли б купити[10].
2. Принцип контрольованої практики: практична діяльність повинна контролюватися та сприяти автоматизації навичок, наявних у цільовій мові[10]. Особам, які вивчають мову, слід надати основу для відпрацювання форм і навичок цієї мови[10].
3. Принцип шаблонної мови: вибрані фрази та прийоми, важливі для цільової мови, слід інтенсивно відпрацьовувати та повторювати[10]. Ті, хто вивчає мову, повинні мати значну кількість можливостей використовувати конкретні важливі фрази цільової мови[10].
4. Принцип ознайомлення з мовою: учні повинні мати доступ до великої кількості введеної мови цільової мови для забезпечення учнів неявними механізмами вивчення[10]. Ті, хто вивчає мову, мають ознайомитися з багатьма різними видами діяльності, які охоплюють чотири основні категорії (читання, письмо, говоріння та аудіювання)[10].
5. Принцип цілеспрямованої взаємодії: ті, хто вивчає мову, повинні взаємодіяти з цільовою мовою в справжньому контексті[10]. Для опанування мови потрібне повне знайомство з мовою. Заняття з мови, як правило, дуже структуровані, що часто не дозволяє учням розвивати спонтанне мовлення[10]. Для забезпечення майстерності потрібна природна взаємодія[10].

### Групова динаміка
Дернеї вивчав вплив групової динаміки на вивчення другої мови. Він виявив, що групова психологія може формувати поведінку учня, а також його мотивацію до навчання. Те, як учні почуваються в групі, може вплинути на зусилля, які вони докладають до навчання.
Групова згуртованість, групові норми та групові ролі відіграють важливу роль у створенні мотивованих навчальних спільнот.

#### Згуртованість групи та міжособистісні стосунки
Згуртованість групи визначається якістю стосунків між членами групи в поєднанні з прийнятними в класі. Інші фактори, що сприяють згуртованості: спільна мета групи та групове почуття гордості. Згуртовані групи взаємодіють і діляться особистою інформацією, активно беручи участь у розмовах, необхідних для опановування другою мовою. Вони працюють краще і продуктивніше, ніж незгуртовані групи. Дернеї пропонує багато способів, якими вчителі можуть створити згуртованість групи на заняттях з вивчення другої мови, включаючно з, але не обмежуючись:
1. Дізнайтеся один про одного. Чим більше особистої інформації учні знають один про одного, тим більше взаємопорозуміння буде між однокласниками[12].
2. Близькість, контакт і взаємодія — проєктуючи свої класні кімнати та навчальні завдання, вчителям слід враховувати фізичну близькість учнів у своїх планах розміщення[12]. Те, як розташовані парти та як персоналізовано класну кімнату, впливає на те, як студенти співпричетність до навчального середовища та залученості до нього[11]. Студенти, які сидять групами, більш схильні до розмови та встановлення особистих стосунків[13]. Групова згуртованість покращується шляхом надання часу для взаємодії під час групової роботи в класі, а також надання студентам можливостей для співпраці над незалежними груповими проєктами[12].
3. Винагорода та приємна групова діяльність. Винагородою може стати радість від виконання певної діяльності, успіх від досягнення цілей або більш відчутна винагорода, як-от оцінки чи призи[12].
4. Позакласні заходи — обмін досвідом за межами класу, дозволяє учням бачити один одного реальними людьми, а не просто однокласниками. Ці позитивні почуття, спогади та спільний досвід повертаються до класу, укріплюючи згуртованість групи[12].
5. Групові змагання. Ігри з різними командами сприяють дружній конкуренції у класі, що може підвищити згуртованість групи, оскільки учні об'єднуються для перемоги[12].
6. Спільна мета. Коли клас працює для досягнення спільної мети, згуртованість групи зміцнюється[12].
7. Моделювання вчителя. Якщо вчитель позитивний, підбадьорливий, доброзичливий і сприйнятливий, учні, швидше за все, демонструватимуть таку ж поведінку[12].

#### Групові норми та групові ролі
Правила та заведений порядок допомагають групам функціонувати злагоджено та ефективно. Якщо правила узгоджені групою, така поведінка називається груповою нормою. Коли певні люди виконують конкретні завдання або функції, це отримало назву групові ролі.

#### Групові норми
Групові норми можуть застосовуватися вчителем або школою, або можуть розвинутися побічно як негласний узгоджений кодекс поведінки. Дослідження показали, що позитивні групові норми можуть мати значний вплив на мотивацію та навчальні досягнення студента. Несформульовані негативні групові норми, такі як прийняття та просування пересічності, можуть негативно вплинути на успіх групи. Студенти у такій ситуації соціально страждають, якщо їхня мета — досягти успіху в навчанні. Позитивні групові норми, як-от толерантність і прийняття помилок як частини навчання, підвищують моральний дух учнів і зміцнюють групову згуртованість. Студенти добре справляються зі своєю відповідальністю перед групою та підтримують своїх однокласників у досягненні успіхів у навчанні. Якщо групові норми узгоджені та засвоєні, група сама часто бере на себе відповідальність за поводження з норовливими членами, які порушують норми.
Групові ролі
Ролі — це спільні очікування щодо мети людини в групі. Якщо розподілити конструктивні ролі, які доповнюють сильні сторони та інтереси кожного учня, група функціонуватиме ефективніше. Люди виграють у впевненості та самооцінці. Якщо призначаються ролі, які не доповнюють членів групи, згуртованість групи може постраждати та призвести до конфлікту. Ролі учнів мають виникати природно, призначатися вчителем або заохочуватися та підкріплюватись на основі спостережень за поведінкою учнів у класі.

#### Стилі керівництва вчителів і групова динаміка
Учителі-мовники керують групами. Характер групи та відданість спільним цілям часто будуть слідувати характеру вчителя. Позитивна групова динаміка може посилити витривалість, необхідну для вивчення другої мови. Хоча існує багато стилів лідерства, дослідження показали, що демократичний стиль лідерства сприяє згуртованості групи, дружньому спілкуванню та позитивним міжособистісним стосункам. Демократичний стиль керівництва передбачає розподіл лідерських ролей зі студентами шляхом залучення їх до деяких процесів прийняття рішень про те, як група буде функціонувати. Демократичний підхід до стилю вчителя/лідера веде до більшої ролі фасилітатора в освітніх установах. Педагог створює належні умови для співпраці та розвитку згуртованості групи. Ступінь керівництва, яке надає вчитель, змінюватиметься залежно від рівня зрілості групи та її розвитку в напрямку самостійного навчання.

#### Роль викладачів у мотивації
Викладачі-мовники відіграють важливу роль у створенні та зміцненні мотиваційних аспектів класу з вивчення другої мови. На рівень мотивації в класі впливає практика мотиваційного викладання вчителя. Існують практичні та обдумані стратегії, які вчитель може використати для підвищення мотивації учнів після встановлення згуртованості групи та позитивних міжособистісних стосунків.

#### Створення початкової мотивації
Немає жодної гарантії, що студенти будуть мотивовані на вивчення другої мови, і часто буває навпаки. Вчителі повинні викликати ентузіазм і ділитися перевагами вивчення другої мови для сприяння позитивного ставлення учнів. Їм потрібно створити безпечне та прийнятне місце для навчання студентів. Дернеї пропонує п'ять способів, якими вчитель може створити початкову мотивацію у вивченні другої мови:
- сприяння цінностям, пов'язаним з мовою, і перевагам знання другої мови;
- збільшення очікуваного успіху;
- заохочення цілепокладання;
- забезпечення відповідності навчальних матеріалів учням;
- формування реалістичних переконань учнів щодо вивчення другої мови[12].

#### Підтримка та захист мотивації
Після активації початкової мотивації вчителям важливо, щоб учні були зосереджені на своїх цілях і залучені у стимулюючій та приємній навчальній діяльності. Завдання повинні бути мотивуючими, а самооцінка та впевненість учнів захищеними, оскільки виникатиме багато відволікаючих факторів, і прихильність до своїх цілей може зменшитися. Вивчення другої мови є довгостроковою справою, для подальшого навчання потрібно підтримувати мотивацію.

#### Заохочення позитивної ретроспективної самооцінки
Дослідження показали, що ставлення учнів до своїх минулих досягнень у навчанні, суттєво впливає на їхнє ставлення до поточних навчальних викликів і цілей. Викладачі можуть допомогти учням переоцінити попередні розчарування навчанням L2 у більш конструктивний спосіб, зміцнюючи впевненість у собі, підвищуючи задоволення від навчання та спонукаючи до саморефлексії щодо сфер, які потребують покращення. Вони можуть висвітлити прогрес й успіхи студентів, підкреслити важливість зусиль над здібностями та забезпечити підтримку та мотивацію.

### L2 система самомотивації
Дернеї вважав, що опановування другою мовою передбачає більше, ніж просто вивчення іншого навчального предмета, воно включає всю сутність учня. До їхньої ідентичності додається новий вимір, їхнє «я» розмовляє другою мовою. Спираючись на роботу психологів Гейзел Маркус і Паули Нуріус (1986) і їхню статтю «Можливі Я», Дернеї розробив систему самомотивації L2. Його цікавила концепція ментальних образів, бачення людиною свого «я», яке розмовляє другою мовою, це потужний мотиватор, паливо, необхідне для підтримки злетів і падінь, а іноді й виснажливої подорожі до опановування другою мовою.
Система самомотивації L2 складається з трьох частин:
1. Ідеальне Я L2 — Це образ учня свого майбутнього Я, що розмовляє L2, другою мовою, яким він прагне стати. Цей образ мотивує учня L2, коли він працює над зменшенням різниці між собою фактичним та ідеальним.

### Спрямовані мотиваційні потоки
Дернеї стверджував, що мотивація не є статичною або постійною, це не те, що ви маєте чи не маєте, людина не є ні мотивованою, ні немотивованою. Швидше, мотивація спадає і підвищується залежно від багатьох факторів, як-от день, тема чи контекст, постійно змінюючись з часом. Бачення, згідно з Дернеї, є найвищим рівнем мотивації, метою, поєднаною з уявною майбутньою реальністю, здатною подолати ці природні спади та підвищення, перетворюючи дію та участь у довгострокові зусилля.
Спрямовані мотиваційні потоки (СМП) — це інтенсивні та стійкі мотиваційні шляхи, сплески енергії, які люди відчувають, коли ставлять собі за мету чи бачення. Ці спрямовані мотиваційні потоки спонукають до зосереджених і тривалих дій і виробляють, а не забирають енергію. Люди виявляються не просто мотивованими для досягнення мети, але змушеними до цього, уявляючи бажану майбутню реальність. СМП поєднує бачення з мотивованими цілеспрямованими діями, послідовностями стратегічної поведінки, розробленими для переміщення бачень від мрій до цілеспрямованих досягнень. СМП у поєднанні з відчутним досягненням проміжних цілей просуває учня вперед, зберігаючи імпульс.
Іноді уявлення людини про себе може залишатися бездіяльним протягом багатьох років, чекаючи відповідного збігу обставин, поворотного моменту в її житті. СМП мають певний тригер, відправну точку, яка активує активне прагнення до уявної реальності, де формується та встановлюється досяжний структурований шлях до мети. Після активації СМП все в житті людини зосереджено на досягненні мети. Існує терміновість СМП, інтенсивність, зміна рутини. СМП живуть власним життям, вони створюють всепоглинаючу турботу, імпульс, який підштовхує людину до досягнення її мети. Інші речі в їхньому житті, можливо, доведеться змінити або посунути на другий план, щоб пристосуватися до СМП.
Основними компонентами спрямованого мотиваційного потоку є:
- бачення, спрямоване на досягнення кінцевої мети;
- чітка відправна точка або тригерна подія, активована чимось конкретним, когнітивним або контекстуальним, з новими структурними процедурами та процедурами, встановленими для досягнення мети;
- Уявна особиста причетність до цілі та контроль за її прогресом;
- Прогрес у досягненні мети має бути очевидним, забезпечуючи постійний імпульс;
- Позитивні емоції, які відчуваються під час досягнення необхідних проміжних цілей, які наближають людину до її кінцевої мети в енергійному та саморушному мотиваційному потоці[18][17].

У групах з вивчення другої мови довгострокові зусилля та стійка мотивація є важливими для досягнення. Таким чином, мета вчителів-мовників, яким часто важко ініціювати та підтримувати мотивацію в учнів, полягала б у тому, щоб надихнути та вести учнів або групи учнів уявити, активізувати та реалізувати спрямовані мотиваційні потоки на їхньому шляху вивчення другої мови.
Щоб створити орієнтоване на бачення середовище навчання другої мови, де можуть виникати та розвиватися спрямовані мотиваційні потоки студентів, Дорнеі пропонує наступне:
1. Допомогти учням створити образ свого ідеального Я L2[18].
2. Зміцнюйте бачення за допомогою практики образів, уточнення деталей і посилення терміновості[18].
3. Підтримуйте бачення реалістичними очікуваннями[18].
4. Допоможіть студентам перетворити свої бачення на план дій[18].
5. Зберігайте бачення живим. Не дозволяйте про нього забувати. Активуйте його регулярно[18].
6. Поверніться до «я» учня, якого бояться, «я», яке виникне, якщо його бачення не досягнуть[18].

Систематичний огляд Спрямованих мотиваційних потоків показав, що, якщо вони навмисно викликані вчителями, спрямовані мотиваційні потоки можуть спричинити сильний стрес, тривоги, депресії, безсоння та панічні атаки у студентів, що викликає етичні занепокоєння щодо цієї стратегії навчання.

### Останні дослідження
Після здобуття докторського ступеня з теології на кафедрі теології та релігії Даремського університету Дернеї зосередився на дослідженні теології та тлумаченні Біблії. Його останні дослідження в прикладній лінгвістиці та мотивації зосереджувалися на мотиваційній стратегії для тих, хто вивчає другу мову. У останній статті він визначає, що є більше користі для тих, хто вивчає мову, якщо вони мають доступ до глибшої взаємодії з матеріалами, які містять уявні образи. У цьому дослідженні брали участь 150 студентів середнього рівня з дев'яти різних груп вивчення англійської як іноземної (EFL). Цих студентів розділили на три групи: мотивація, далекоглядність і контроль. Групи протестували за допомогою 56 мовних кліше, і результат оцінювався за допомогою словникового тесту з множинним вибором. Оцінювання направили на розпізнавання студентами цільових мовних кліше. Результати дослідження показали, що існують глибші рівні залученості, пов'язані з уявними образами, коли це доповнюється відстроченим посттестом.

## Академічні нагороди
- 1994: Нагорода Гомбоча Золтана Угорської асоціації лінгвістів
- 1998: Нагорода за видатні дослідження американської організації TESOL (співавтор: Кетлін Бардові-Гарліг)
- 1999: Премія Кеннета В. Мілденбергера Асоціації сучасної мови[21]
- 2006: ILTA Best Paper Award[22]
- 2010: Премія Бена Воррена International House Trust
- 2011: Нагорода Генрі Осборна Корнерстонського університету, США
- 2014: Високо оцінена нагорода англомовної спілки HRH The Duke of Edinburgh English Language Book Awards

## Основні монографії
- Dörnyei, Z. (2020). Innovations and challenges in language learning motivation. Лондон: Routledge.
- Mercer, S., & Dörnyei, Z. (2020). Engaging language learners in contemporary classrooms. Кембридж: Cambridge University Press.
- Dörnyei, Z. (2020). Vision, mental imagery and the Christian life: Insights from science and Scripture. Лондон: Routledge.
- Dörnyei, Z (2018). Progressive creation and humanity's struggles in the Bible: A canonical narrative interpretation. Юджин, Орегон: Pickwick Publications.
- Dörnyei, Z., Henry, A., & Muir, C. (2016). Motivational currents in language learning: Frameworks for focused interventions. Нью-Йорк: Routledge.
- Dörnyei. Z., & Ryan, S. (2015). The psychology of the language learner revisited. Нью-Йорк: Routledge.
- Dörnyei. Z., MacIntyre, P., & Henry, A. (Eds.) (2015). Motivational dynamics in language learning. Бристоль: Multilingual Matters.
- Dörnyei. Z., & Kubanyiova, M. (2014). Motivating students, motivating teachers: Building vision in the language classroom. Кембридж: Cambridge University Press.
- Wong, M. S., Kristjánsson, C., & Dörnyei, Z. (Eds.). (2013). Christian faith and English language teaching and learning: Research on the interrelationship of religion and ELT. Нью-Йорк: Routledge.
- Dörnyei, Z. & Ushioda, E. (2011). Teaching and researching motivation (2nd ed.). Гарлоу: Longman.
- Dörnyei, Z. (2010). Questionnaires in second language research: Construction, administration, and processing (2nd ed.). Нью-Йорк: Routledge.
- Dörnyei, Z. (2009). The psychology of second language acquisition. Оксфорд: Oxford University Press.
- Dörnyei, Z., & Ushioda, E. (Eds.). (2009). Motivation, language identity and the L2 self. Бристоль: Multilingual Matters.
- Dörnyei, Z. (2007). Research methods in applied linguistics: Quantitative, qualitative and mixed methodologies. Оксфорд: Oxford University Press.
- Dörnyei, Z., Csizér, K., & Németh, N. (2006). Motivation, language attitudes and globalisation: A Hungarian perspective. Клівдон, Англія: Multilingual Matters.
- Dörnyei, Z. (2005). The psychology of the language learner: Individual differences in second language acquisition. Мава, Нью-Джерсі: Lawrence Erlbaum.
- Dörnyei, Z., & Murphey, T. (2003). Group dynamics in the language classroom. Кембридж: Cambridge University Press.
- Dörnyei, Z. (2001). Motivational strategies in the language classroom. Кембридж: Cambridge University Press.
- Ehrman, M., & Dörnyei, Z. (1998). Interpersonal dynamics in second language education: The visible and invisible classroom. Таузанд-Оакс, Каліфорнія: Sage.

## Особисте життя
13 червня 1991 року Дернеї одружився із Сарою. У 1998 році вони переїхали з Будапешта до Ноттінгема зі своїми двома синами, Аароном і Бенедиктом. Дернеї помер 10 червня 2022 року в Ноттінгемі після хвороби.